# Andreaskirche (Stockholm)

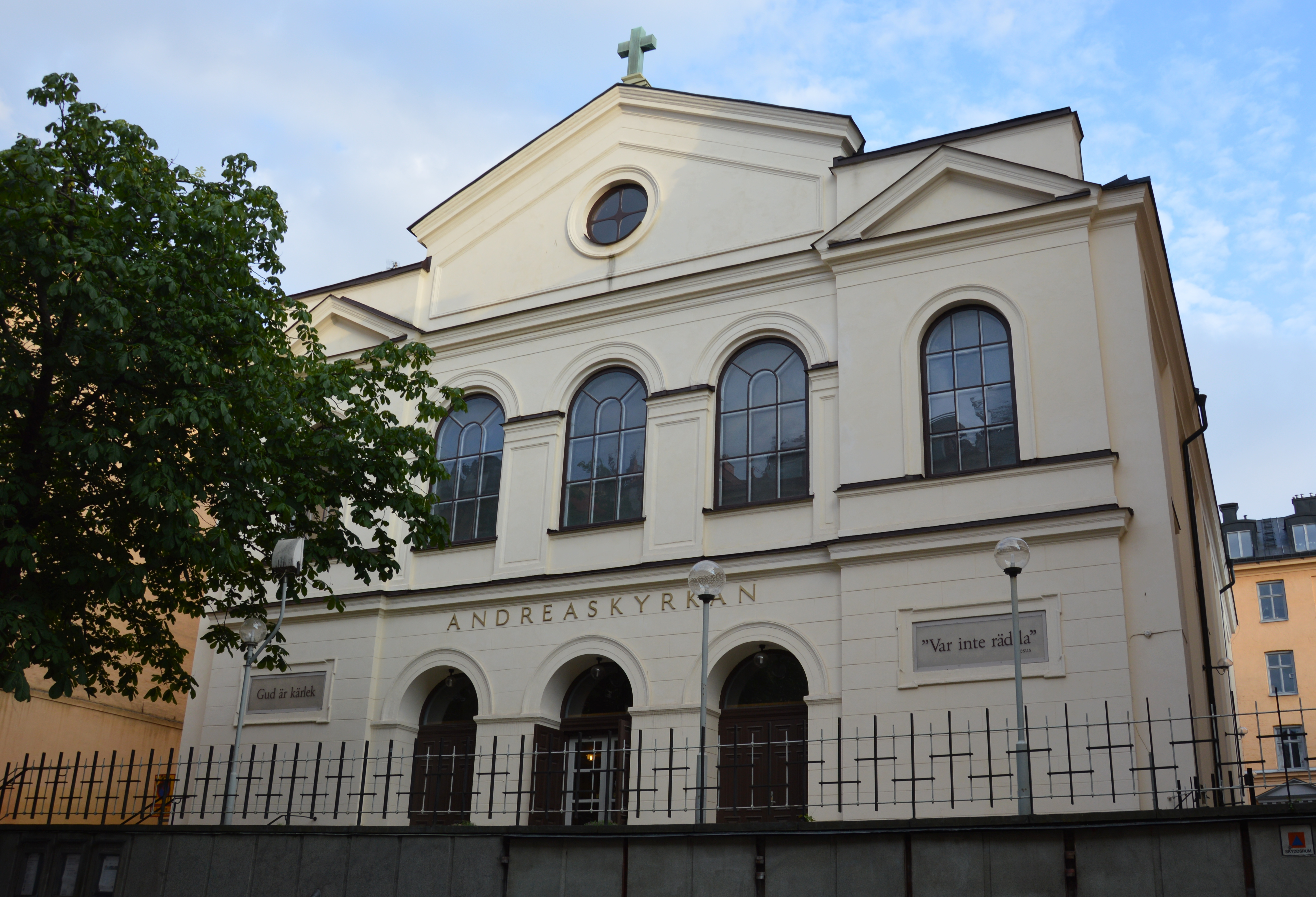
Andreaskirche

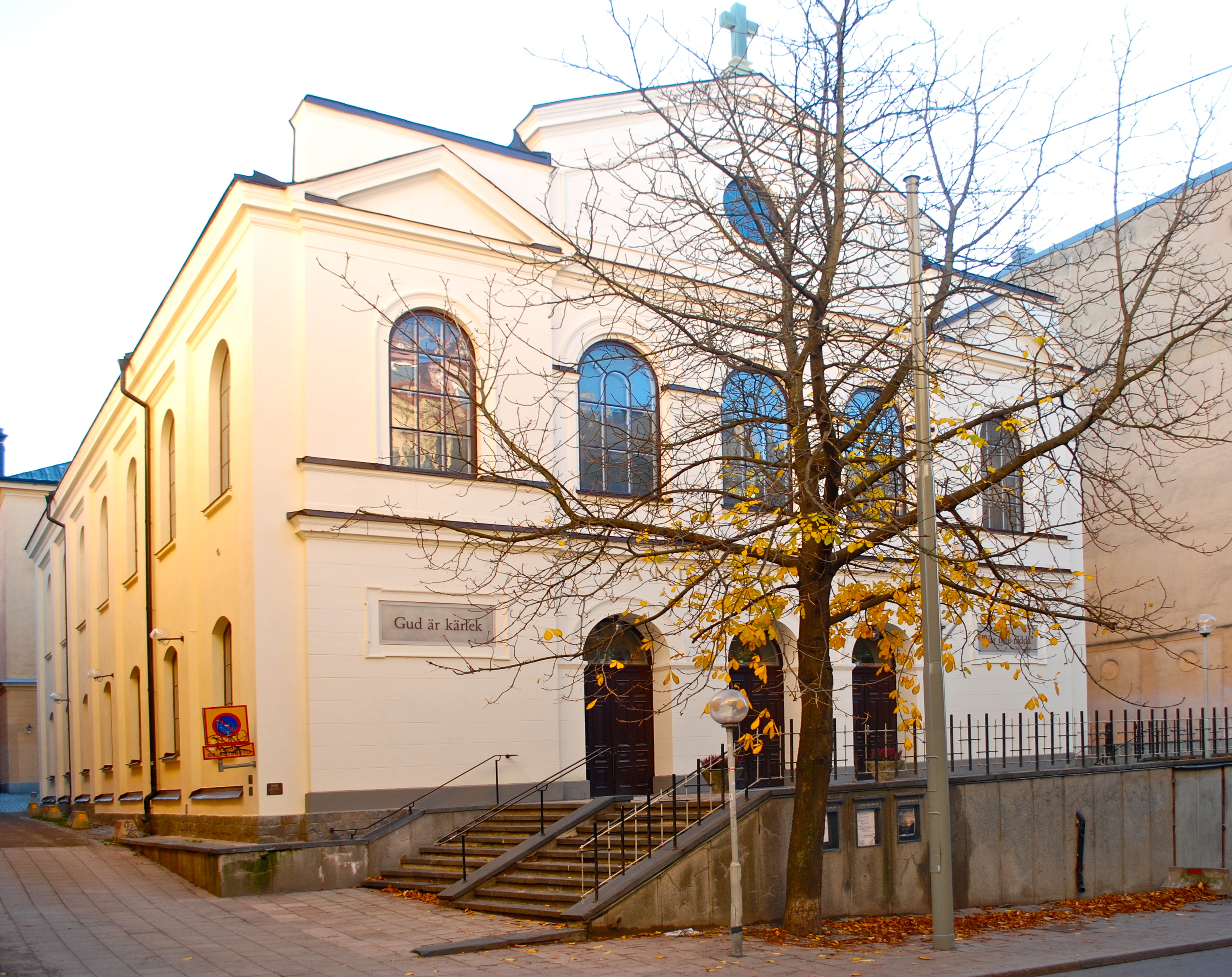
Blick von Nordosten

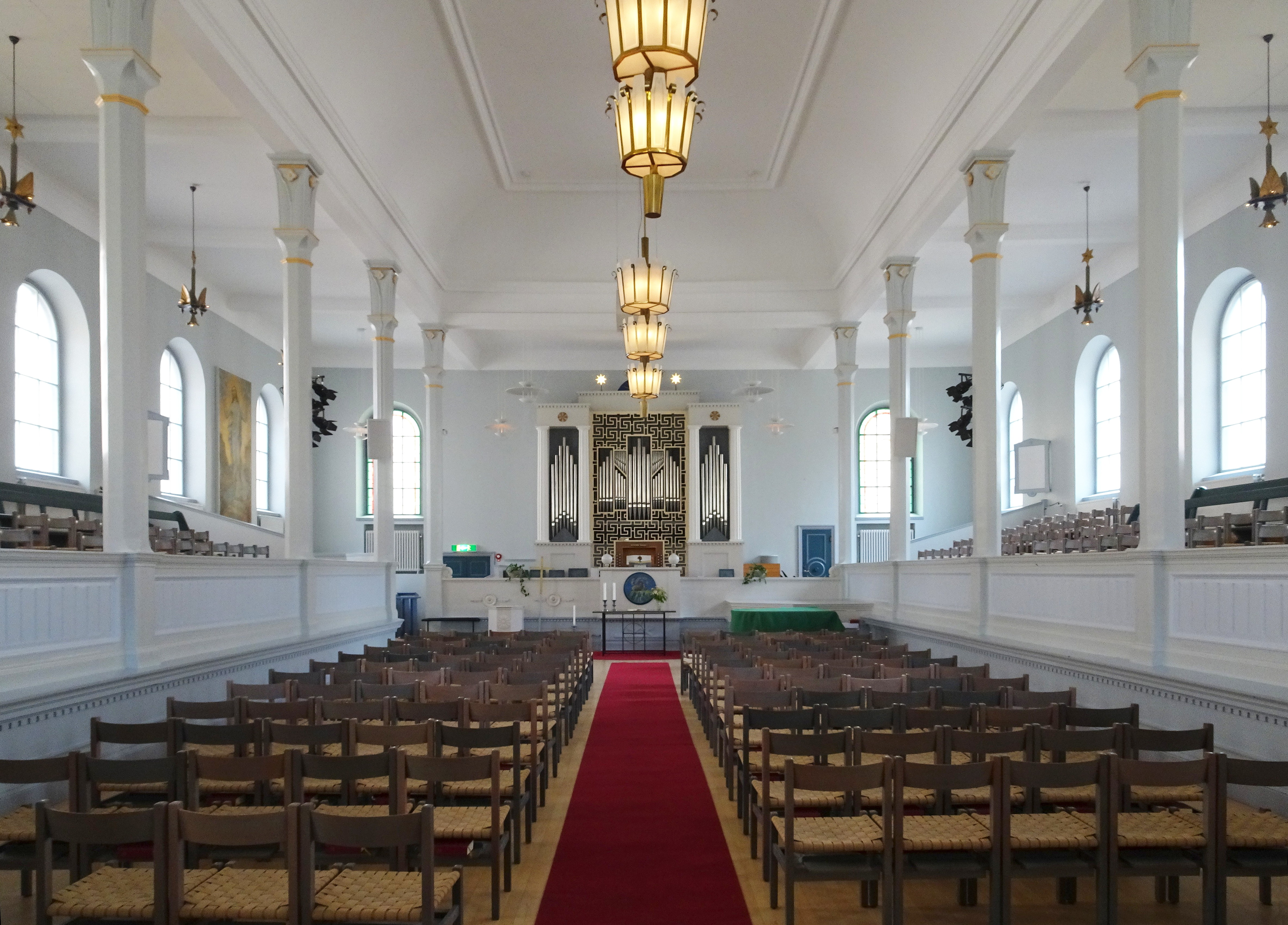
Der Kirchensaal, Juli 2019

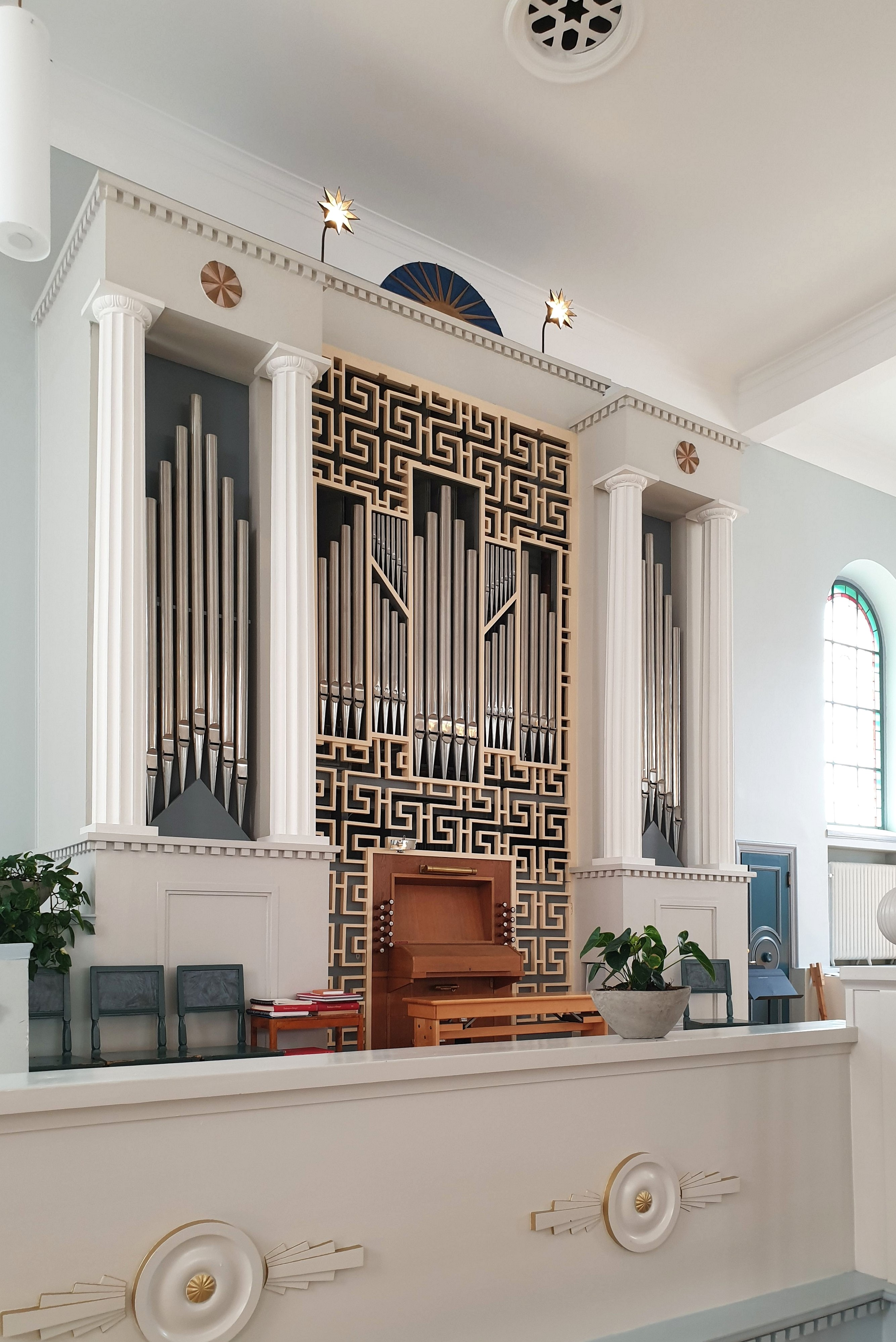
Die Orgel der Andreaskirche

Die Andreaskirche (schwedisch Andreaskyrkan) gehört zur schwedischen Equmeniakyrkan (deutsch: „Ökumenekirche“), einem Zusammenschluss dreier schwedischer Freikirchen.  Das Kirchengebäude befindet sich an der Högbergsgatan 31 im nördlichen Teil des Stockholmer Stadtteils Södermalm. Zur Kirchengemeinde gehören rund 200 Mitglieder (Stand 2015).

## Geschichte
An der Stelle der heutigen Andreaskirche befand sich früher eine Gaststätte mit Außenterrasse, die von einer unabhängigen Freikirche für ihre Zusammenkünfte genutzt wurde. Die Versammlungen erlebten ein starkes Wachstum und wurden auf die Terrasse verlegt. Es kam vor, dass der Prediger aufgrund der großen Zahl der Gläubigen auf einen Baum kletterte und von dort aus predigte.
Der Kirchbau der Gemeinde begann im Jahr 1875. Architekten der für bis zu 1200 Menschen ausgelegten Kirche waren Axel und Hjalmar Kumlien. Ausgeführt wurde der 1877 fertiggestellte Bau durch C. E. Hallström. Die Weihe der Kirche erfolgte am 14. Oktober 1877. Sie trug zunächst den Namen Nya Missionshuset (Neues Missionshaus). Andere gebräuchliche Namen waren Lutherska Missionshuset (Lutherisches Missionshaus), Bönehuset på Söder (Bethaus des Südens) und Södra Missionshuset (Südliches Missionshaus). 1917 erhielt die Kirche dann ihren heutigen Namen. Im ersten Jahr ihres Bestehens besuchten 300 Kinder die Sonntagsschule. Sie wurden von 26 Sonntagslehrern unterrichtet. Zehn Jahre später war die Zahl der Kinder bereits auf 1.050 gestiegen. Der Unterricht wurde von bis zu 82 Lehrern gegeben.
Zu den Predigern an der Kirche gehörte auch Paul Petter Waldenström, der Begründer der Schwedischen Missionskirche. 1879 trat die Kirchengemeinde als erste Stockholmer Kirche dem Svenska Missionsförbundet bei. 1880 erhielt die Kirche einen Organisten sowie einen Chor. 1889 trat J. F. Grufman, der erste hauptamtliche Pfarrer, seinen Dienst an. Ende des 19. Jahrhunderts war der Kirchhof Sitz der Missionsschule des Svenska Missionsförbundet, bis sie 1908 nach Lidingö verlegt wurde.
Anfang des 20. Jahrhunderts zählte die Kirchengemeinde 1.010 Mitglieder, den höchsten Stand in ihrer Geschichte. In dieser Zeit übernahm auch Axel Södersten das Amt des Organisten und übte es über lange Zeit aus. Die Missionstätigkeit und Sozialarbeit der Kirche war vor allem auf die Gaststätten entlang der Götgatan fokussiert sowie auf Prostituierte und Seeleute in den benachbarten Häfen. Darüber hinaus wurden auch Krankenhäuser und Pflegeheime besucht. Eine 1919 in der Kirchengemeinde begründete Jugendgruppe war bis in die 1960er Jahre aktiv.
1924 erfolgte eine umfassende Renovierung. Der Maler Gunnar Torhamn wirkte in der Kirche. Ab 1938 führte die Gemeinde Sommerfreizeiten in Klubbensborg in Mälarhöjden durch. Noch heute ist die Gemeinde für einige dort durchgeführte Musikprogramme verantwortlich. 1955 gründete die Gemeinde das Altersheim Andreashemmet. Es wurde 1990 veräußert, da die Gemeinde die anstehenden Sanierungsarbeiten nicht tragen konnte.
1971 wurde die Kirche erneut renoviert und die Innenausstattung modernisiert. Unter anderen wurden die alten Kirchenbänke durch Stühle ersetzt. 1976 folgte eine Erneuerung der Fassade. Im Jahr 1977 wurde der 100. Jahrestag der Kirche und 1980 der des Chors gefeiert.
Ein Ende der 1970er Jahre stärker werdender Strukturwandel in Södermalm bereitete auch zunehmend der Kirchengemeinde Probleme. Viele junge Familien verzogen in die Vororte, das Durchschnittsalter der Kirchengemeinde stieg deutlich an. 1986 erfolgte ein Umbau der Kirche, der auf die kleiner gewordene Zahl der Gemeindemitglieder reagierte und eine vielfältigere Nutzung der Räume für das Gemeindeleben ermöglichte. Architekt und Projektleiter waren Bo Sahlin und Gunnar Emtén. Der Umbau wurde im September 1987 fertiggestellt. In den 1990er Jahren gelang es wieder stärker auch junge Gemeindemitglieder zu gewinnen.